# Carlo Pfister
Carlo Pfister (New York, 5 aprile 1916 – Caltagirone, 19 febbraio 1943) è stato un militare e aviatore italiano.
Pilota di grande esperienza della Regia Aeronautica partecipò alla seconda guerra mondiale, venendo decorato più volte per il valore dimostrato in combattimento. Fu insignito di una promozione per merito di guerra, tre Croci di guerra, tre Medaglie d'argento e una Medaglia d'oro al valor militare concessa alla memoria.

## Biografia
Nacque a New York  (Stati Uniti d'America) il 5 giugno 1916, erede di una delle famiglie patrizie genovesi. All'entrata in guerra del Regno d'Italia, il 10 giugno 1940, rientrò in Patria per arruolarsi volontario nella Regia Aeronautica. 
Assegnato inizialmente alla specialità bombardamento, nel 1941 si distinse in missioni notturne in Africa settentrionale italiana, tanto da venire decorato con una Medaglia d'argento al valor militare. Passò in seguito alla specialità degli aerosiluranti.
Tra l'11 e il 13 agosto 1942 prese parte alle operazioni di contrasto all'Operazione Pedestal, un tentativo delle forze alleate di rifornire via mare l'isola di Malta.
Durante un'azione di contrasto agli sbarchi anglo-americani in Africa del nord, svoltasi il 12 novembre 1942, prese parte ad un attacco portato da sei aerei Savoia-Marchetti S.79 Sparviero ad un convoglio alleato nella rada di Bougie. Gli altri aerei erano pilotati da Carlo Emanuele Buscaglia, Martino Aichner, Giuseppe Coci, Francesco Bargagna (Nato il 4 aprile 1915 e morto in azione il 23 maggio 1943) e Marino Marini. Gli aerosiluranti furono intercettati da alcuni caccia Supermarine Spitfire del No.249 Squadron della Royal Air Force, che abbatterono l'aereo di Buscaglia.

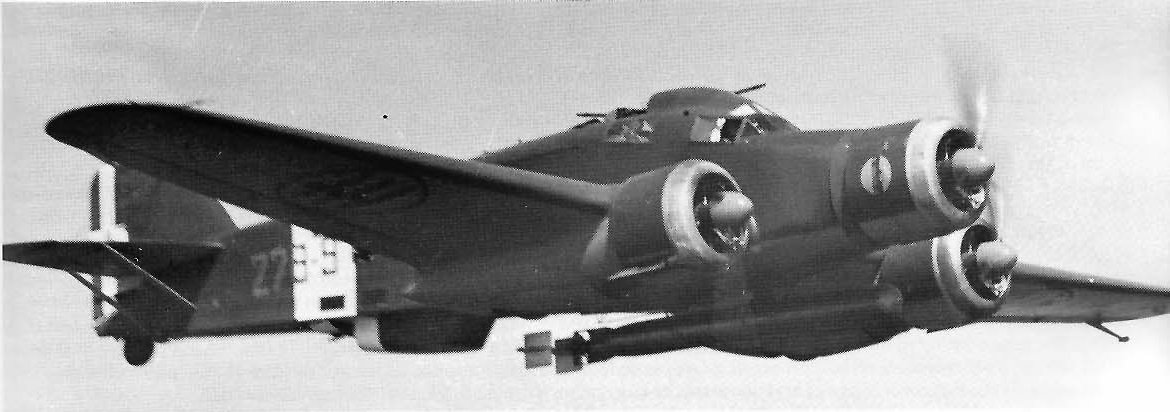
Un S.M.79 aerosilurante della 278ª Squadriglia in volo

Il 27 novembre il 132º Gruppo si trasferì sull'aeroporto di Decimomannu, da cui il giorno successivo decollarono tre aerosiluranti per una missione di attacco ad un convoglio. Oltre al suo, gli altri due velivoli erano al comando di Giulio Cesare Graziani e Martino Aichner, assieme ad altri tre del 131º Gruppo guidati dal capitano Giulio Marini. Attaccando separatamente da questi ultimi, Graziani mise a segno il siluro e in totale vennero colpiti tre mercantili, uno dei quali esplose mentre gli altri andarono in fiamme affondando in seguito. Il suo aereo venne colpito dal fuoco della contraerea, che causò la fuoriuscita del carrello e perdite di carburante dai serbatoi. Rendendosi conto che egli non avrebbe avuto scampo in caso di attacco della caccia nemica, Graziani decise di scortarlo con Aichner ala contro ala, mantenendo le pericolose ridotte velocità e quota a cui questi era costretto, riuscendo quindi a ricondurlo in salvo fino alla base di partenza. Appena Graziani uscì dal suo aereo egli si precipitò ad abbracciarlo per manifestandogli la sua riconoscenza per non averlo abbandonato.
Il 21 gennaio 1943 fu citato all'Ordine del giorno sul Bollettino n.971 del Comando Supremo per l'azione di attacco a un convoglio nemico fortemente scortato. 
Scomparve insieme a tutto il suo equipaggio il 19 febbraio dello stesso anno, quando il suo aereo, un S.79 appena ritirato dalla SRA di Palermo, precipitò nei pressi di Caltagirone. Decollato con il suo aereo da Trapani, insieme a quello dei colleghi Aichner e Faggioni, per raggiungere Catania, durante il volo effettuato a bassa quota il suo aereo impattò contro le montagne. Con Decreto Luogotenenziale del 22 febbraio 1945 gli fu assegnata la Medaglia d'oro al valor militare alla memoria.

### Annotazioni
1. ↑  Insieme a lui furono citati il capitano Franco Melley, e i tenenti Alessandro Setti e Francesco Cossu.

### Fonti
1. 1 2  Ufficio Storico dell'Aeronautica Militare 1969, p. 236.
2. 1 2 3 4  Mattioli, Caruana, Postlethwaite 2014, p. 68.
3. 1 2  Aichner, Evangelisti 1969, p. 108.
4. 1 2 3  Graziani 1982, pp. 136-139.
5. 1 2   Medaglia d'oro al valor militare di Carlo Pfister, su quirinale.it. URL consultato il 30 aprile 2015.
6. ↑  Bollettino Ufficiale 1941, disp.42.
7. ↑  Gazzetta Ufficiale del Regno d'Italia n.33 del 10 febbraio 1943.
8. ↑  Bollettino Ufficiale 1942, disp.18, pag.849.